# Metagonia tingo
Metagonia tingo là một loài nhện trong họ Pholcidae. Loài này được phát hiện ở Peru.